# Georges Duby
Georges Michel Claude Duby (Párizs, 1919. október 7. – Aix-en-Provence, 1996. december 3.) Az egyik legnagyobb hatású középkortörténész, az Annales-iskola tagja. Több állam tudományos akadémiája is soraiba fogadta: 1974-től a Francia Szépirodalmi Akadémia, 1987-től a Francia Akadémia tagja, a Brit, Belga Királyi, Amerikai Középkori, olasz Lincei Akadémiák, az Amerikai Filozófiai Társaság, brit Királyi Történelmi Társaság, 1986-tól pedig a Magyar Tudományos Akadémia tiszteleti tagja.

## Pályafutása
Párizsi iparoscsaládban született, Mâcon-ban végezte középiskolai tanulmányait. A történelem és a földrajz mellett a festészet is érdekelte, már
középiskolában festészeti díjat nyert (lauréat du Concours général de dessin). 1942-ben szerzett tanári oklevelet történelemből és földrajzból. 
1945-ben a Lyoni Egyetemre nevezték ki tanársegédnek. 1951-ben az Aix-en-Provence-i Egyetemre nevezték ki a középkor történeti tanszék vezetőjének.
1953-ban védte meg doktori értekezését a Sorbonne-on. Konzulense Charles-Edmond Perrin volt, a dolgozat témája pedig a 11-12. századi társadalom a mâconi régióban (La Société aux XIee et XIIe siècles dans la région mâconnaise). Duby a tanulmány elkészítéséhez feldolgozta 
Cluny apátság levéltárát (chartularium), illetve felhasználta a francia földrajztudomány akkori eredményeit.
Újszerű megállapításai miatt hamarosan a nagyközönség előtt is kedvelt lett. Több televízió emiatt ismeretterjesztő műsort is készített vele, így például a Katedrálisok kora című művét is televízióra adaptálták. E többrészes műsorban maga Duby mutatta be a 9-15. század közötti művészet és a társadalomtörténet összefüggéseit a nézőknek.
1970-1991 között a Collège de France-ban a Középkori társadalmak szekció elnöke. 1987-ben a Francia Akadémia tagja lett. Nevét középiskola őrzi (Lycée International Georges Duby).

## Történelemfelfogása
Duby pályafutásának kezdetén korszakváltás ment végbe a francia történettudományban. Részben a marxizmus hatására a kutatások homlokterébe nem a politikatörténetet és nem az eseménytörténetet állították, hanem az ezeket meghatározó mélyebb okokat. Közgazdasági modellekből kiindulva próbáltak hosszú távra ható struktúrákat bemutatni, illetve vizsgálták ezen struktúrák változásainak/konjunktúráinak a politikára és az eseménytörténetre gyakorolt hatását. Ennek az új történetírói irányzatnak volt a központja az Annales című folyóirat.
Dubyt nem elsősorban a gazdaság érdekelte. " Kutatásom tárgyául tudatosan egy társadalmi formációt választottam, a feudálisnak nevezett társadalmat, amelynek a szerkezete egy olyan időszakban alakult ki, amikor a városok és a kereskedők még nem számítottak, és minden a falu 
világába illeszkedett."
Duby ezt a választását a francia földrajztudomány akkori irányzata, a társadalom-, vagy emberföldrajz hatására tette, mely a földrajzi tér és a társadalom kapcsolatát vizsgálta. A disszertációjában azért választotta a 11-12. századot, mert úgy látta, hogy akkoriban változás történt a gazdaságban és az emberek mentalitásában. A főleg formulákból, azaz előre kész elemekből felépülő oklevelek szerzői ezért elbizonytalanodtak, és 
mivel még nem találták meg az új viszonyoknak megfelelő kifejezésformákat, hosszadalmas leírásokat hagytak hátra, amelyek tükrözték a társadalomban és a gazdaságban végbemenő struktúraváltást. A korai Duby ezek elemzésére marxista fogalmakat használt, de egész élete folyamán hangsúlyozta, hogy nem tudja a történelmet determinisztikusan felfogni. Így Marx nézőpontja pusztán elemzési eszköz számára, nem pedig megfellebbezhetetlen igazság.
Dubynek a rurális társadalom iránti érdeklődése felkeltette Fernand Braudel figyelmét, aki meghívta az Études Rurales folyóirat szerkesztőségébe (1960), illetve Edgar Faure mezőgazdasági miniszter megbízásából részt vett a Histoire de la France rurale című könyvsorozat megszerkesztésében is (1973).
Duby ekkor azonban kutatásaiban már új területet derített fel. Azt kezdte el vizsgálni, hogy az egyes társadalmi csoportokban milyen mentális képzetek, milyen mentalitások (fogalmak, értékítéletek, hiedelmek) alakultak ki, amelyek végső soron meghatározták a magatartásukat. "Mentalitások alatt a nem átgondolt képeknek és bizonyosságoknak azt a bizonytalan együttesét értettük, amelyre egy adott csoport minden tagja támaszkodik. Erre az egyén elképzelései és döntései alatti közös alapra, erre a kemény magra akartuk összpontosítani a megfigyelést."
Duby hangsúlyozta, hogy e képzetek nem elválaszthatók a materiális tényezőktől. Kiemelte továbbá, hogy a mentalitások kutatásánál sokszor egyes személyek által írt források használhatók, de ezek szükségszerűen magukon viselik az egyéniség lenyomatát. A történészt azonban nem ez az egyedi érdekli. A házasságról és a nőkről szóló írásaiban is elsősorban arra tesz kísérletet, hogy a férfiak általános értékítéletét mutassa be, ne pedig egyes konkrét költő, történetíró egyéni elképzeléseit.
A mentalitások vizsgálata vezette Dubyt a középkori művészet társadalom- és gondolkodástörténeti elemzéséhez, aminek eredménye a Katedrálisok korának megszületése volt. Duby úgy vélte, hogy a művészeti alkotások egy-egy értékrendszer tárgyiasulásai. A középkori értékek és a társadalomban megfigyelhető magatartás egymásra hatásának bemutatására két olyan, magyarul sajnos még nem olvasható művet is írt, melyek látszólag visszalépést jelentettek az Annales-iskola eseménytörténetet és életrajzot elvető hagyományához képest. A "Le Dimanche de Bouvines" az 1214-es bouvines-i csatát mutatja be, illetve azt, hogy az ütközet emlékezete hogyan alakul ki és válik Franciaország egyik meghatározó mítoszává. A "Guillaume le Maréchal" pedig egy kiemelkedő személyiség életén keresztül mutatja be a hűbéri lojalitás, az eskü, és a lovagi mentalitás jelenségeit.

## Magyarul megjelent könyvei
- Georges Duby–Robert Mandrou: A francia civilizáció ezer éve; ford. Ádám Péter, Pataki Pál, bev. H. Balázs Éva; Gondolat, Bp., 1975 ISBN 9632800702
- Emberek és struktúrák a középkorban; ford. Vekerdi László; Magvető, Bp., 1978 (Gyorsuló idő) ISBN 9632707559
- A katedrálisok kora. Művészet és társadalom, 980-1420; ford. Fázsy Anikó, Albert Sándor; Gondolat, Bp., 1984
- A lovag, a nő és a pap. A házasság a középkori Franciaországban; ford. Fázsy Anikó; Gondolat, Bp., 1987
- Georges Duby–Andrée Duby: Jeanne d'Arc perei; ford. Kamocsay Ildikó; Európa, Bp., 1989 (Mérleg) ISBN 9630749173
- A történelem írása; Collegium Budapest Institute for Advanced Study, Bp., 1993 (Public lectures Collegium Budapest Institute for Advanced Study)
- Georges Duby–Guy Lardreau: Párbeszéd a történelemről; ford. Szilágyi Gábor; Akadémiai, Bp., 1993 (Hermész könyvek) ISBN 9630564882
- A katedrálisok kora. Művészet és társadalom, 980-1420. 2. jav. kiad.; Budapest, Corvina Kiadó, 1998. ISBN 9631344487
- Folytonos történelem; ford. ifj. Benda Kálmán; Napvilág, Bp., 2000 (Társtudomány) ISBN 9639082678
- A nő a középkorban; ford. Efraim Israel, Horányi Krisztina, Kutor Tünde; Corvina, Bp., 2000 (Faktum) ISBN 9789631348293
- A lovag, a nő és a pap. A házasság a középkori Franciaországban; ford. Fázsy Anikó; Nagyvilág, Bp., 2006 ISBN 9638671815
- Franciaország története, 1-2.; szerk. Georges Duby, ford. Sujtó László et al.; Osiris, Bp., 2005-2007 ISBN 9633897564 illetve ISBN 9633897572
  - 1. A kezdetektől a Bourbon-restaurációig
  - 2. Az új idők 1852-től napjainkig

## Magyarul megjelent cikkei
- Társadalomtörténet és ideológiatörténet (Ádám Péter fordítása) In: Világosság. 1978/5.
- Karácsony a középkorban In: Világosság, 1975/12.
- Az ezredik év. In: Café Bábel, 35. szám. Online: http://www.cafebabel.hu/node/193%5B%5D